# Avenida Lo Ovalle
La avenida Lo Ovalle es una arteria vial de gran importancia en el sector sur de la metrópoli de Santiago de Chile. Se extiende en dirección poniente-oriente, uniendo a las comunas de Pedro Aguirre Cerda, Lo Espejo, San Miguel, La Cisterna, San Ramón, San Joaquín y La Granja. 
Conocida también como callejón Lo Ovalle, en su trayecto recorre principalmente variados barrios residenciales. La calle se desarrolla desde la avenida Padre Alberto Hurtado (ex Cerrillos) y continua hasta el oriente hasta la calle Punta Arenas. 
Su nombre se debe al Fundo Lo Ovalle, terrenos que pertenecían a la familia Ovalle, que en el pasado fue una de las familias más tradicionales de Chile, se ubicaban principalmente en donde hoy es la parte nororiente de la comuna de La Cisterna, incluso existió un pequeño poblado de Puente Lo Ovalle, en donde había un puente de madera que atravesaba un canal de regadío, que alimentaba de agua a las tierras agrícolas del sector.

## Recorrido
En su primera sección que abarca a las comunas de San Joaquín y La Granja, pasa por los barrios Pedrero, Haydn, La Castrina, Villa Brasil y la población Joao Goulart, siendo su principal intersección con la Avenida Las Industrias, por donde pasa un corredor del Transantiago.
Continuando hacia el poniente luego de pasar la Avenida Santa Rosa se inicia el segundo tramo principal, correspondiente a San Ramón, La Cisterna y San Miguel, adquiere su tramo de 1 pista por sentido, donde se destaca más su condición de Callejón, antes de llegar a la Gran Avenida, se encuentran los Talleres Lo Ovalle, que pertenecen al metro de Santiago.
Siguiendo luego de atravesar la Autopista Central, comienza su tercera sección, por las comunas de Pedro Aguirre Cerda y Lo Espejo, donde se encuentran la Villa Navidad, la Población Santa Adriana donde se encuentra la Tenencia Santa Adriana de Carabineros.
Después de atravesar el puente bajo nivel de la línea de ferrocarril, recorre las poblaciones Fraternal Ferroviaria, Lo Valledor Sur y las secciones A y B de la población José María Caro, desde la Avenida Central se encuentra por el costado sur, el Parque Las Américas.
Finalmente la avenida, termina en la intersección con avenida Padre Alberto Hurtado (ex Cerrillos).
- Datos: Q17622111